# Nifutasi
Nifutasi is een bestuurslaag in het regentschap Timor Tengah Utara van de provincie Oost-Nusa Tenggara, Indonesië. Nifutasi telt 1135 inwoners (volkstelling 2010).